# Лемона
Лемо̀на (на гръцки: Λεμώνα) е село в Кипър, окръг Пафос. Според статистическата служба на Република Кипър през 2001 г. селото има 59 жители.
Намира се на 7 км западно от Статос-Агиос Фотиос. Предполага се, че името му произлиза от застоялите води или от многото лимонени дървета в региона.